# İpek (nome)
İpek  è un nome proprio di persona turco femminile.

## Origine e diffusione
Il nome riprende il termine turco ipek, che significa "seta".
In Turchia, il nome è entrato nella lista dei 50 nomi femminili più diffusi nel 2018. Tra il 2010 e il 2014, invece, non superava la 79ª posizione.

## Onomastico
Il nome è adespota, non essendo portato da alcun santo. L'onomastico si può festeggiare il 1º novembre, giorno in cui cade la festa di Ognissanti. 

## Persone

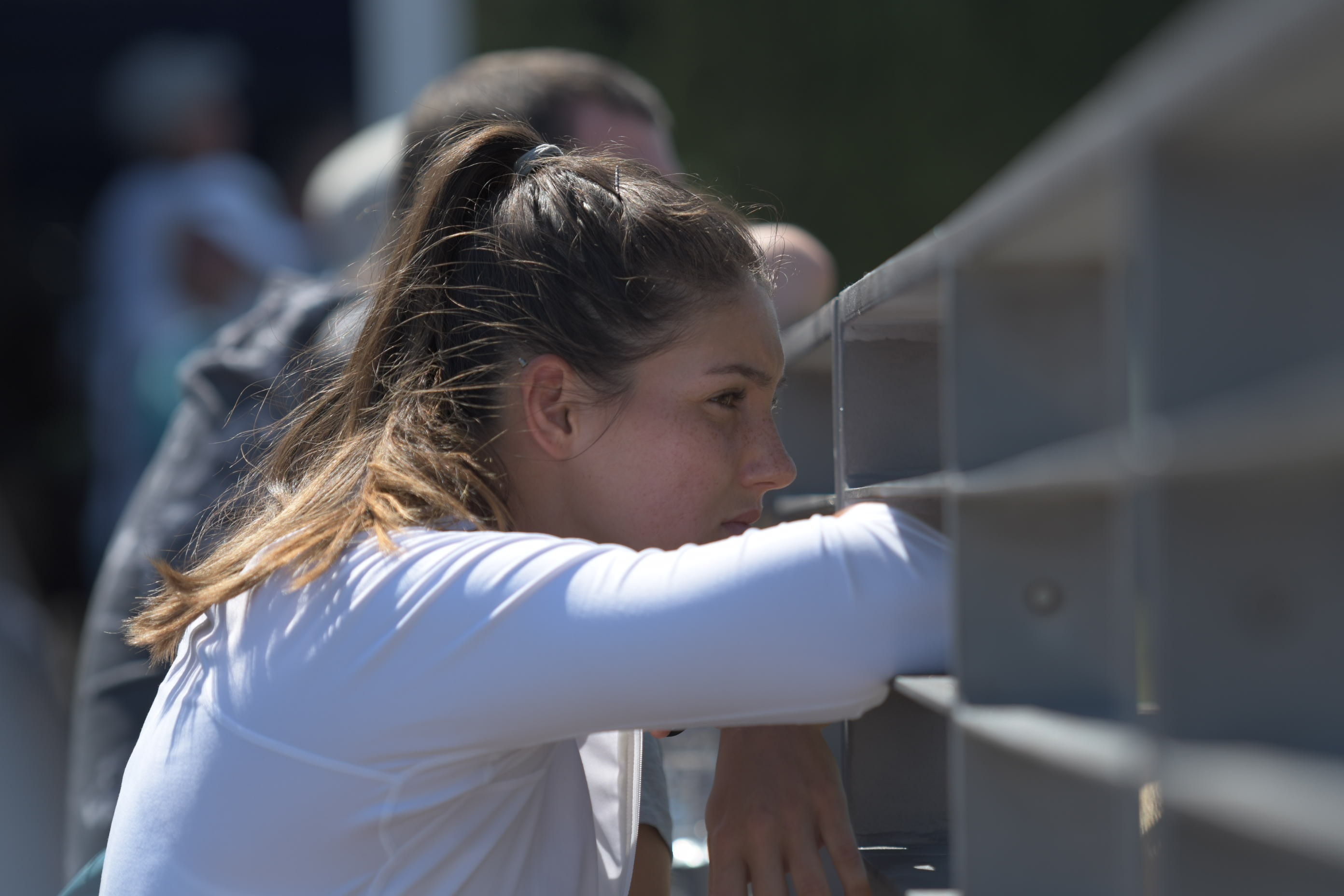
İpek Soylu

- İpek Soroğlu, pallavolista turca
- İpek Soylu, tennista turca
- İpek Filiz Yazıcı, attrice turca

## Il nome nelle arti
- İpek Gencer è una delle protagoniste della serie televisiva turca Come sorelle (Sevgili Geçmiş), interpretata dall'attrice Sevda Erginci.[7]